# Yordanis Arencibia
Yordanis Arencibia (n. 24 ianuarie 1980, Amancio⁠(d), Las Tunas Province⁠(d), Cuba) este un judocan ce a reprezentat Cuba, medaliat olimpic. A participat la 3 ediții ale Jocurilor Olimpice (2000, 2004, 2008) în care a câștigat două medalii de bronz.